# Muffuletta (sandwich)
La muffuletta è un sandwich statunitense inventato a New Orleans, nella Louisiana.

## Storia
Il muffuletta sandwich nacque su iniziativa di Salvatore Lupo, il proprietario della Central Grocery Co. di New Orleans, che, nel 1906, preparò un panino servendosi del pane siciliano conosciuto come muffuletta. Oggi il panino muffuletta è una specialità di New Orleans.

## Caratteristiche
La muffuletta è un panino a base di salame, prosciutto, formaggio svizzero, provolone, mortadella e olive salad: un'insalata a base di olive nere e verdi, carciofini e capperi tipica di New Orleans.